# Rosszähne
Die Rosszähne (ladinisch Dënz da Ciaval, italienisch Denti di Terrarossa) sind eine durch kleine Einschartungen eingeschnittene Gipfelreihe in der Schlerngruppe in den Dolomiten. Ihr höchster Punkt ist der etwa in der Mitte der Kette aufragende Große Rosszahn mit 2653 m s.l.m.

## Lage und Umgebung
Die in Ost-West-Richtung verlaufenden Rosszähne befinden sich im Grenzgebiet zwischen Südtirol und dem Trentino in den westlichen Dolomiten. Der Südtiroler Anteil ist im Naturpark Schlern-Rosengarten unter Schutz gestellt. Die nach Norden zur Seiser Alm hin abbrechenden Flanken befinden sich auf dem Gemeindegebiet von Kastelruth. Die Südflanken gehören westlich ab dem Gipfel des Großen Rosszahns zu Tiers, östlich ab dem Gipfel zu Campitello di Fassa. Während die Gipfelreihe nach Osten hin in einer Hügelkette zwischen der Seiser Alm und dem Val Duron ausläuft, erhebt sich an ihrem westlichen Ende die Roterdspitze, mit 2655 m der höchste Punkt der Schlerngruppe. Südlich genau unterhalb des Großen Rosszahns liegt der Gebirgssattel des Tierser Alpls, der die Schlerngruppe vom Rosengarten trennt und der Tierser-Alpl-Hütte Platz bietet.

## Anstiege
Den Rosszähnen wurde früher von alpinistischer Seite nur wenig Beachtung geschenkt. Erst in den 1960er Jahren wurden sie durch den Maximilian-Klettersteig erschlossen. Der Klettersteig nimmt an der Tierser-Alpl-Hütte seinen Anfang, überschreitet den Großen Rosszahn und folgt dem Kammverlauf weiter bis zur Roterdspitze.